# Kamczałytamak
Kamczałytamak (ros. Камчалытамак) – wieś (sieło) w Rosji, w Baszkortostanie, w rejonie dawlekanowskim. W 2010 liczyła 475 mieszkańców.